# Frits Pirard
Godefridus Franciscus Pirard, detto Frits (Breda, 8 dicembre 1954), è un ex ciclista su strada e pistard olandese, professionista dal settembre 1978 al 1987. In carriera vinse una tappa al Tour de France 1983 e fu secondo al Giro delle Fiandre 1981.

## Palmarès

### Strada
- 1973 (dilettanti)

5ª tappa Flèche du Sud (Dudelange > Esch-sur-Alzette)
- 1974 (dilettanti)

Omloop van het Zuiden
- 1975 (dilettanti)

Ster van Zwolle
5ª tappa Scottish Milk Race (Leven > Dunbar)
- 1976 (dilettanti)

Omloop van de Mijnstreek
- 1977 (dilettanti)

Kersenronde van Mierlo
2ª tappa, 2ª semitappa Olympia's Tour (Bladel > Hulsberg)
4ª tappa Ytong Bohemia Tour
5ª tappa Ytong Bohemia Tour (? > Nový Bor)
Acht van Chaam dilettanti
- 1978 (dilettanti)

Omloop van de Mijnstreek
Grand Prix of Essex
Ronde van Midden-Nederland
Acht van Chaam dilettanti
- 1979 (Miko, due vittorie)

2ª tappa Critérium du Dauphiné Libéré (Roanne > Villeurbanne)
Grand Prix de Ouest-France
- 1981 (Boule d'Or, una vittoria)

1ª tappa, 2ª semitappa Tour du Tarn (Decazeville > Millau)
- 1983 (Metauro Mobili, una vittoria)

1ª tappa Tour de France (Nogent-sur-Marne > Créteil)
- 1985 (Skil, una vittoria)

3ª tappa, 1ª semitappa Volta a la Comunitat Valenciana (Gandia > Gandia)

#### Altri successi
- 1978 (dilettanti)

1ª tappa, 2ª semitappa Red Zinger Race (Boulder > Boulder)
Borsbeek
- 1982 (TI-Raleigh)

Criterium di Ulvenhout
Criterium di Heusden-Zolder
- 1983 (Metauro Mobili)

Criterium di Zwijndrecht
Draai van de Kaai
- 1985 (Skil)

Criterium di Dongen
- 1987 (Sigma-Fina)

G.P. Union Cycliste Bessegeoise

### Pista
- 1979

Campionati olandesi, 50 chilometri
- 1986

Campionati olandesi, Corsa a punti

## Piazzamenti

### Grandi Giri
- Giro d'Italia

1983: 38º
1984: 69º
1985: 92º
- Tour de France

1981: 94º
1983: 42º
- Vuelta a España

1979: 54º

### Classiche monumento
- Milano-Sanremo

1979: 26º
1983: 12º
1985: 75º
- Giro delle Fiandre

1981: 2º
1982: 41º
1984: 24º
- Parigi-Roubaix

1981: 46º
1986: 51º
1987: 14º
- Liegi-Bastogne-Liegi

1980: 19º
1981: 10º
1982: 26º
1985: 35º

### Competizioni mondiali
- Campionati del mondo su strada

Valkenburg 1979 - In linea Professionisti: 23º